# Нета Бакал
Нета Бакал (івр. נטע אסף בקל; Neta Bahcall; нар. 1942) — ізраїльська астрофізикиня і космологиня, яка спеціалізується на темній матерії, структурі Всесвіту, квазарах і формуванні галактик. Бакал є професором астрономії Юджина Гіггінса в Принстонському університеті.

## Дитинство й освіта
Нета Ассаф Бакал народилася в 1942 році. В шкільні роки вона хотіла поступити до медичної школи, однак, не будучи дитиною лікаря, вона не мала шансів туди потрапити. У 1963 році вона здобула ступінь бакалавра фізики та математики в Єврейському університеті в Ізраїлі. У 1965 році вона здобула ступінь магістра фізики в Інституті Вейцмана. У 1970 році Бакал здобула ступінь доктора філософії з астрофізики в Тель-Авівському університеті.

## Кар'єра
З 1970 по 1971 рік Бакал була науковою співробітницею у галузі фізики в Каліфорнійському технологічному інституті. Того ж року вона здобула ступінь доктора філософії та почала роботу в Принстонському університеті. З 1971 по 1983 роки вона працювала асистенткою старшого дослідника. З 1983 по 1989 рік - начальницею відділу підтримки загальних спостерігачів і керівником відділу відбору наукових програм в Науковому інституті космічного телескопа, де вона обирала, які наукові програми будуть реалізовані на телескопі Габбл. З 1989 року Бакал працює штатною професоркою астрофізики в Принстонському університеті. Вона також була директором Ради з питань науки і технологій Принстона з 2000 по 2008 рік.
Завдяки використанню космічного телескопа Габбл вона визначила розташування та структуру різних галактик. Одним із її найважливіших внесків у галузь астрофізики були її розрахунки маси Всесвіту.
У 1997 році Бакал була обрана членом Національної академії наук США. З 1995 по 1998 рік вона була віце-президенткою Американського астрономічного товариства. Бакал також була членом Національного консультативного комітету з астрономії та астрофізики (2003–2007), Ради Інституту космічного телескопа (1993–1997), Національного комітету США в Міжнародному астрономічному союзі (1998–2004), Науково-консультативної ради Комітету Слоанівського цифрового огляду неба (1990-1995), Комітету з міжнародних відносин Американського інституту фізики (1990-1993), а також була головою Комітету Американського астрономічного товариства зі статусу жінок в астрономії (1983).

## Особисте життя
Нета була одружена з Джоном Бакалом, який також був астрофізиком і професором Принстонського університету. Вони часто співпрацювали, опублікувавши понад 20 статей у співавторстві. У Джона та Нети Бакал було троє дітей, усі вони здобули докторські ступені.
Коли її запитали про її релігійні погляди та віру в Бога, Бакал відповіла: «Я не дуже релігійна, але дуже єврейка . . . Я поєдную науку, якою займаюся, з релігійним питанням про Бога в тому сенсі, що всі закони фізики, які створили Всесвіт, і величезна кількість краси у Всесвіті представляють зв’язок із Богом».

## Нагороди та відзнаки
- У 2020 році обраний членом спадщини Американського астрономічного товариства [8]
- Премія Сесілії Пейн-Гапошкін, Гарвардський університет (2013)
- Почесний науковий керівник Інституту теоретичної фізики Perimeter, Онтаріо, Канада (2009 -2013)
- Почесний ступінь, доктор наук, Університет штату Огайо (2006)
- Член Національної академії наук США (обраний 1997)

## Вибрані роботи
- Neta A. Bahcall; Jeremiah P. Ostriker; Saul Perlmutter & Paul J. Steinhardt (1999). The Cosmic Triangle: Revealing the State of the Universe (PDF). Science. 284 (5419): 1481—1488. arXiv:astro-ph/9906463v4. Bibcode:1999Sci...284.1481B. doi:10.1126/science.284.5419.1481.
- Bahcall, N.A; Cen, R. (1992), Galaxy clusters and cold dark matter-A low-density unbiased universe?, The Astrophysical Journal Letters, 398: L81-L84, Bibcode:1992ApJ...398L..81B, doi:10.1086/186582
- Bahcall, N.A; Cen, R. (1993), The Mass Function of Clusters of Galaxies, The Astrophysical Journal, 407: L49-L52, Bibcode:1993ApJ...407L..49B, doi:10.1086/186803